# Завадівка (Гайсинський район)
Зава́дівка — село в Україні, у Соболівській сільській громаді Гайсинського району Вінницької області над Південним Бугом. Населення становить 698 осіб.
Найближча станція — Генрихівка.

## Історія
На захід від Завадівки існувало трипільське поселення.
За переказом було містечко Завалля, зруйноване татарами.
У XVI-XVIII ст. село відносилось до Брацлавського воєводства ВКЛ та Речі Посполитої.
Дідичами села були Короткі, Вишневецькі, потім-Ліпковські.
У 1816 році було збудовано православну Хрестоводвиженську церкву.

Завадівка — палац Ліпковських та Хрестовоздвиженська церква — краєвид від Бугу. (Zawadówka. Pałac Lipkowskich i cerkiew p.w. Podwyższenia Krzyża Św. — widok ogólny z rzeką Boh)

У к.ХІХ ст. художник Наполеон Орда намалював маєток місцевого землевласника Ліпковського та Хрестоводвиженської церкви.
У 1895 році Завадівка відносилася до М'якохідської (згодом Красносільської) волості Гайсинського повіту, Подільської губернії Російської імперії. Село мало 137 садиб, 1446 мешканців, палац з гарним парком. Власником села у 1898 році був Генрик Ліпковський, який проживав у Красносілці.
У часи СРСР - село Теплицького р-ну Вінницької області, було підпорядковано Метанівській сільраді.
Під час Голодомору 1932-33 років у селі загинуло щонайменше 18 осіб, прізвища яких встановлено.
Релігійна громада відноситься до Української православної церкви.
У липні 2018 року у ЗМІ з'явилися кадри сильної зливи, яка утворила на вулицях села потік.
Станом на травень 2020 року  у селі працюють ЗОШ, ДНЗ, ТОВ Бугський кар'єр,  фермерське господарство,  припинено діяльність Фельдшерсько-акушерського пункту с.Завадівки.